# Irina Kušč
Irina Ivanovna Kušč, coniugata Ševčuk, in seguito Rutkovskaja e poi Plešakova (in russo Ирина Ивановна Кущ-Шевчук-Рутковская-Плешакова?; Šachtinsk, 14 gennaio 1969), è un'ex cestista russa, fino al 1991 sovietica.

## Carriera
Con l'Unione Sovietica ha disputato i Campionati mondiali del 1990 e i Campionati europei del 1991.
Con la Russia ha disputato due edizioni dei Giochi olimpici (Atlanta 1996, Sydney 2000), i Campionati mondiali del 1998 e tre edizioni dei Campionati europei (1995, 1997, 1999).